# Lagenocarpus clarkei
Lagenocarpus clarkei är en halvgräsart som beskrevs av Hans Heinrich Pfeiffer. Lagenocarpus clarkei ingår i släktet Lagenocarpus och familjen halvgräs. Inga underarter finns listade i Catalogue of Life.